# Liste des futures interstates
Aux États-Unis, les futures Interstate incluent les propositions pour établir de nouvelles routes principales (un ou deux chiffres) dans le réseau. Elles ne tiennent pas compte des autoroutes auxiliaires (trois chiffres). Les routes présentées sont à différentes phases allant de la proposition à la réalisation en passant par la conception.

## Futures autoroutes désignées par le Congrès
Quelques corridors hautement prioritaires ont été identifiés comme futurs segments du réseau des autoroutes inter-États. De par la loi, lorsque ces routes seront construites ou mises aux normes autoroutières, elles deviendront des autoroutes inter-États et seront reliées dans le réseau avec les autres.

### Interstate 3
L'Interstate 3 est la désignation proposée pour le corridor en développement dans le sud-est des États-Unis. Il est prévu que la route relie Savannah, Géorgie et Knoxville, Tennessee. Son numéro ne suit pas la numérotation conventionnelle. Avec les conventions actuelles, l'I-3 devrait normalement se situer à l'ouest de l'I-5, le long de la côte Pacifique. La numérotation pour l'I-3 n'a pas été officiellement acceptée par l'American Association of State Highway and Transportation Officials (AASHTO) ni la Federal Highway Administration (FHWA), mais est utilisée par le Georgia Department of Transportation pour identifier l'autoroute. Le numéro vient de la 3e division d'infanterie basée en Géorgie. Certains segments de l'autoroute planifiée sont déjà construits et remplissent les critères autoroutiers, comme la Savannah River Parkway. Le tracé exact de la route n'est pas finalisé, spécialement les segments qui traverseraient les Appalaches au nord-ouest d'Augusta, Géorgie.

### Interstate 7 ou 9
L'Interstate 7 ou l'Interstate 9 a été proposée par la Caltrans pour numéroter la State Route 99 dans le centre de la Californie. Elle débuterait à l'I-5 à Wheeler Ridge et se dirigerait vers le nord via Bakersfield et Fresno jusqu'à Stockton, où elle bifurquerait vers l'ouest via la SR 4 jusqu'à son terminus nord à la jonction avec l'I-5 dans le centre de la ville. Une alternative présente un terminus nord à la jonction avec l'I-5 / US 50 / Capital City Freeway à Sacramento.

### Interstate 42
La Fixing America's Surface Transportation Act (FAST Act) a ajouté le corridor de la US 70 entre Garner et Morehead City, Caroline du Nord, au réseau des autoroutes inter-États en la définissant comme High Priority Corridor #82. La Regional Transportation Alliance prévoyait numéroter le corridor comme I-46 ou toute autre désignation pertinente. Lors d'une rencontre à La Grange, Caroline du Nord, en mars 2016, il a été recommandé que le corridor de la US 70 porte la numérotation I-50. Le NCDOT a cependant proposé de numéroter l'autoroute I-36 et l'AASHTO l'a officiellement numérotée I-42.
En mars 2022, la Federal Highway Administration a désigné un segment de 10 miles (16 km), la Clayton Bypass, et un autre de 22 miles (35 km), la Goldsboro Bypass, lesquels étaient déjà construits selon les normes autoroutières, officiellement comme I-42. Le NCDOT a commencé à retirer des indications sur la NC 42 à Clayton afin d'éviter la confusion.

## Autres propositions

### Interstate 67
Le numéro Interstate 67 a été proposé pour au moins trois autoroutes.
L'Indiana a proposé d'utiliser la numérotation I-67 pour l'amélioration de la US 31 actuellement en cours entre Indianapolis et South Bend, probablement destinée à se poursuivre au nord via la US 31 jusqu'à Benton Harbor, Michigan ainsi que Grand Rapids via l'I-196 actuelle. À présent, l'Indiana a amélioré trois sections majeures de la US 31 entre Indianapolis et South Bend dont la Kokomo Bypass. Le numéro I-67 est le seul qui soit disponible dans ce secteur.
L'I-67 avait déjà été donnée comme numérotation à une autoroute abandonnée entre Kalamazoo, Michigan et Elkhart, Indiana, et ce, dès les plans originaux de 1957. Le Michigan State Highway Department avait alors demandé de changer le tracé de l'I-67 pour une route entre Benton Harbor et Grand Rapids en 1958, et, dans le processus, a proposé une extension de l'I-69 originale depuis l'I-80 / I-90 / Indiana Toll Road jusqu'à Lansing. La désignation de l'I-67 a été refusée par l'American Association of State Highway and Transportation Officials laquelle a alors assigné le numéro I-196 à la route entre Benton Harbor et Grand Rapids.
Une troisième proposition, de moindre envergure, a été faite en 2011 par la région d'Owensboro au Kentucky. La proposition est de prolonger l'I-67 projetée en Indiana en longeant la US 231 entre Crane, Indiana et Bowling Green, Kentucky. La majeure partie de la route existe déjà et est proche des standards autoroutiers. Seul le segment entre Dale et Crane, en Indiana, n'est pas ainsi complété. L'autoroute utiliserait alors l'I-165 au Kentucky, le Pont Natcher traversant la rivière Ohio et la Lincoln Parkway (US 231) en Indiana, laquelle doit toutefois être complètement terminée aux normes autoroutières. L'autoroute passerait alors autour des villes de Jasper et d'Huntingburg en Indiana ainsi que par Owensboro, Hartford et Morgantown au Kentucky. Elle se terminerait à Bowling Green. Elle pourrait finalement être reliée à la première proposition (Indiana-Michigan) en formant un multiplex avec l'I-69 (actuellement en construction) entre Crane et Indianapolis.

### Interstate 92
À l'origine, en 1957, le segment de l'I-94 entre Benton Harbor et Détroit aurait été numéroté Interstate 92. Depuis lors, l'I-92 a été proposée pour au moins trois autoroutes.
Une faible population et des barrières naturelles comme les Montagnes Blanches ont empêché le développement économique du nord de la Nouvelle-Angleterre. Au début des années 1970, le Maine, le New Hampshire, le Vermont et l'État de New York ont proposé deux corridors pour des autoroutes inter-États:
- Entre Albany, New York et Portsmouth, New Hampshire, en incorporant à l'autoroute le segment le plus à l'est du projet, la NH 101 entre Manchester et Portsmouth.
- Entre Glens Falls, New York et Calais, Maine (potentiellement reliée à la Route 1 du Nouveau-Brunswick près de Calais), en suivant le tracé de la US 4 dans le Vermont et le New Hampshire.

La Federal Highway Administration a fini par ne pas approuver ces deux plans.
Le nord de la Nouvelle-Angleterre est desservi par trois autoroutes nord–sud qui passent par Boston ainsi que par l'I-91, laquelle longe le fleuve Connecticut. Cependant, l'autoroute complète la plus au nord de la région, l'I-90 au Massachusetts, n'entre pas du tout dans le nord de la Nouvelle-Angleterre. Les déplacements autoroutiers ouest–est dans cette région sont actuellement possibles grâce à trois segments:
- Interstate 89 entre Burlington et Montpelier, Vermont.
- US 4 à l'ouest de Rutland, Vermont.
- New Hampshire Route 101 entre Manchester et Portsmouth, New Hampshire.

La sénatrice du Maine, Olympia Snowe a dit, en 2004, que la région est désavantagée par le fait qu'il s'agisse de la seule région du pays pour laquelle aucun corridor prioritaire n'a été établi en 1991. En 2012, un autre projet d'autoroute ouest–est est présenté, s'agissant cette fois d'une route à péage financée par le privé.
Les supporters du projet d'une autoroute ouest–est proposent un axe passant par le nord et le centre du Maine, avec trois liens potentiels avec le Canada. Il s'agit de deux liens vers le Québec et d'un lien vers le Nouveau-Brunswick. Un premier lien de cette nouvelle autoroute débuterait à l'I-395 à Brewer, Maine pour se diriger jusqu'à la frontière canadienne près de Calais avec une connexion directe à la Route 1 du Nouveau-Brunswick, un axe important vers les Maritimes. Un second lien relierait l'I-95 près de Waterville, Maine à la frontière canadienne à Coburn Gore, avec un lien proposé d'un prolongement de l'Autoroute 10 vers Sherbrooke et Montréal. Une troisième connexion longerait la US 2 depuis l'I-95 près de Waterville, à travers le Maine, le New Hampshire, le Vermont et le nord de l'État de New York qui pourrait aussi être reliée à l'Autoroute 73 qui devrait alors être prolongée le long de la Route 173 jusqu'à la frontière à la douane de Armstrong-Jackman.

### Interstate 98
À l'origine, l'I-696 aurait dû être numérotée Interstate 98. Depuis les plans originaux, une autre autoroute dans le nord de l'État de New York et du Vermont a été liée à ce numéro. Les plans pour la Rooftop Highway, une autoroute de 175 miles (282 km) entre Watertown, New York et Swanton, Vermont, endroit où l'I-89 passe, a d'abord émergé dans les années 1950. Si elle avait été construite, l'autoroute aurait longé le corridor de la US 11, reliant l'I-81 et l'I-89.
Une étude appelée la North Country Transportation Study Action Plan and Final Technical Report suggère que la route serait vraisemblablement construite selon les standards autoroutiers en raison du peu d'infrastructures à traverser dans la région. Les supporters d'un tel projet proposent la numérotation I-98. Cependant, cette désignation n'a pas été reconnue par les agences gouvernementales responsables. Le numéro répond toutefois aux exigences de l'AASHTO puisque les autoroutes ouest-est portent un numéro pair et que les numéros les plus élevés sont réservés aux autoroutes près de la frontière canadienne, au nord.

### Interstate 99
À ne pas confondre avec l'Interstate 99 dans l'État de New York et en Pennsylvanie.
En 2006, l'Assemblée générale de Virginie a demandé au Secrétariat au Transport d'entamer une recherche pour déterminer l'intérêt des états affectés dans la construction d'une nouvelle autoroute (I-99). L'I-99 permettrait ainsi aux automobilistes longue-distance de contourner le goulot d'étranglement de l'I-95 dans la région métropolitaine de Baltimore–Washington. Cette route ne serait pas reliée à l'I-99 existante dans l'État de New York et en Pennsylvanie. Elle respecterait les conventions de numérotation, se trouvant à l'est de l'I-95 et de l'I-97.
L'I-99 débuterait à l'I-95 à Wilson, Caroline du Nord et se dirigerait vers le nord jusqu'à un second croisement avec l'I-95 à Christiana, Delaware (12 miles (19 km) de Wilmington, Delaware). Elle utiliserait une partie de la Delaware Route 1 (DE 1) pour ensuite longer la US 13 à travers la Péninsule de Delmarva. Elle utiliserait ensuite le Pont-tunnel de la Baie de Chesapeake existant. Elle passerait ensuite par Norfolk, Virginie, formant un multiplex avec certaines autoroutes. Elle continuerait de longer la US 13 jusqu'à ce qu'elle entre en Caroline du Nord, où elle suivrait plutôt la US 258 jusqu'à ce qu'elle se termine à l'I-95 à Wilson.
Une seconde option est que l'I-99 longe plutôt la US 17 en Caroline du Nord et se termine à Charleston, Caroline du Sud. Une autre option qui n'a jamais été complètement planifiée est celle reliant Christiana, Delaware à Bedford, Pennsylvanie, endroit où l'I-99 actuelle débute. L'I-99 formerait alors une autoroute continue via un multiplex avec l'I-476 et l'I-76.